# ديفيد مردوخ ماكفيرسن
ديفيد مردوخ ماكفيرسن هو سياسي كندي، ولد في 17 نوفمبر 1847 في ساوث غلينغاري في كندا، وتوفي في 4 فبراير 1915 في مونتريال في كندا. نشط حزبياً في الحزب الليبرالي في أونتاريو ‏. وقد انتخب عضو برلمان مقاطعة أونتاريو ‏.